# Hermina Maria Dijk
Hermina Dijk (Amsterdam, 26 juni 1821 - Amsterdam, 16 juli 1892) was een Nederlands componiste en pianiste.
Hermina Maria Dijk was de dochter van de medicinale kruidenhandelaar Barend Dijk en Unica Wilhelmina Maria Cock. Haar vader was ook enige tijd directeur van de muziekafdeling van Felix Meritis. Op 26 februari 1852 trouwde zij met Jacob Amersfoordt, de latere burgemeester van Haarlemmermeer; het echtpaar bleef kinderloos. Ze lag samen met haar man begraven in Sloten (plaats in Noord-Holland), maar in 1952 werd ze herbegraven in Hoofddorp.
Haar muzikale opleiding kreeg zij van Jan George Bertelman (piano en compositieleer) en Elwart te Parijs. Andere leraren waren Johannes van Bree en Charles Philippe Lafont. Al tijdens haar opleiding speelde ze mee tijdens concerten in Felix Meritis. Haar eerstbekende concert dateert van 19 maart 1830. In 1831 speelde ze als jonge vrouw tijdens een concert dat werd bijgewoond door koning Willem I der Nederlanden.  Later zou Willem II der Nederlanden haar ook zien en horen. Tot 1850 was zij regelmatig te horen en te zien, al dan niet begeleid door een van haar docenten. Vanaf laat jaren dertig werd het stiller rond Dijk, ze zorgde voor haar zieke moeder.
Haar muzikale loopbaan verdween naar de achtergrond na haar huwelijk en vertrek naar modelboerderij "De Badhoeve”. Samen met haar man was zij actief betrokken bij de ontginning van de nieuwe polder en werkte ook daadwerkelijk mee in het agrarisch bedrijf van haar man. Tijdens de cholera-epidemie in de Haarlemmermeer gaf ze op "De Badhoeve" ziekenverzorging. Het succes van de Haarlemmermeer bereikte het buitenland en een aantal internationale gasten kwam ter studie voorbij aan huize Amersfoordt-Dijk. Zij leidde onder meer de Amerikaanse president Ulysses Grant rond, maar ook bijvoorbeeld Peter II van Brazilië en zijn vrouw (1877). Ook koningin Sophie van Württemberg kwam langs. Daarbij schroomde ze niet om weer voor even achter de piano te kruipen. Na de dood van haar man in 1885 beheerde zij de boerderij enige tijd, om vervolgens deze te verkopen en naar Amsterdam te vertrekken. 
In Badhoevedorp is een straat naar haar genoemd, niet ver van waar de Badhoeve stond waar zij meer dan dertig jaar gewoond en gewerkt heeft, de Hermina Maria Dijklaan, een zijstraat van de naar haar man vernoemde Burgemeester Amersfoordtlaan.
Zij was in de negentiende eeuw een van de weinige vrouwelijke componisten die een omvangrijk oeuvre opbouwde, maar werd toch gezien als "rijkstbegaafde dilettante".

## Diverse composities van Hermina Dijk

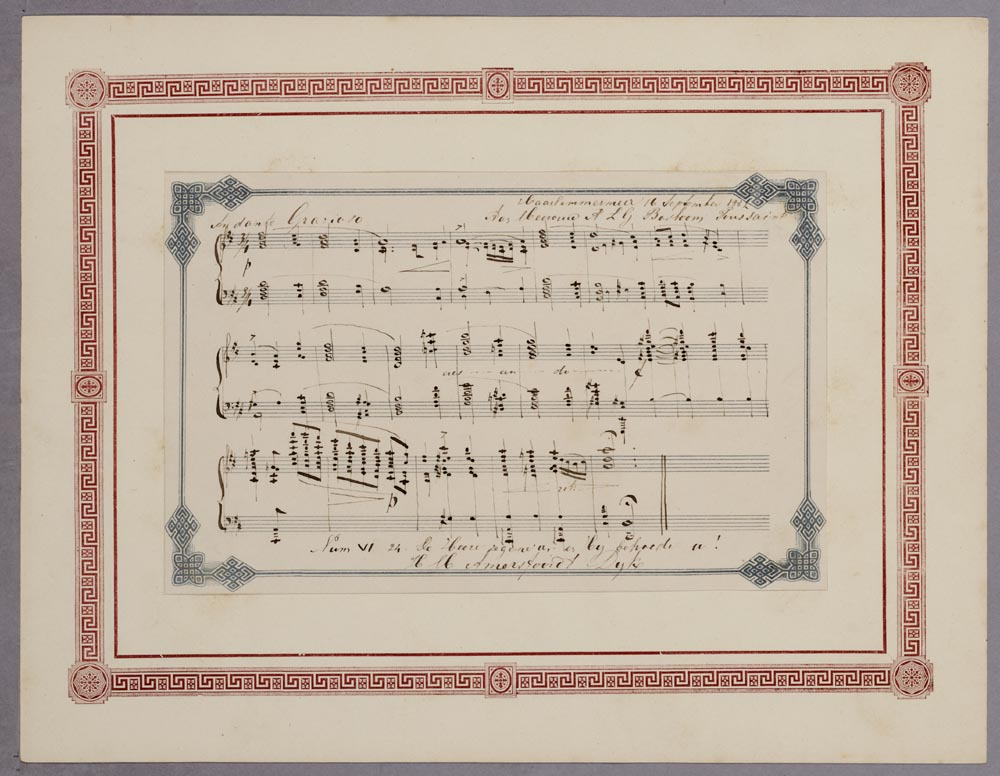
De (muzikale) bijdrage van Hermina Dijk aan het Album van Mevrouw Bosboom-Toussaint (1882)

- Andante grazioso, opgenomen in een Album amicorum voor Geertruida Bosboom-Toussaint
- Ma Normandie (verloren gegaan)
- Psalm 22 voor vier zangstemmen en piano
- Sonate voor piano
- Opus 7 voor viool en piano
- Le souvenir voor mezzosopraan en piano (1852)
- Das Fischermädchen
- Das Kranke Kind
- Liebesgruss
- Ouverture op. 19
- Concertouverture nr. 2
- Cantate Floris V op tekst van Joseph Alberdingk Thijm, geschreven voor haar huwelijk
- Gottes Allgegenwart op. 40 voor vier solisten, gemengd koor en orkest, Strophen aus dem Gedichten von Cramer, Gleim und anderen (1871), werd gespeeld tijdens een zgn. Vincentiusconcert (van de liefdadigheid)
- Anbetung voor koor, solisten en orkest (1868); hymne van Joh. Andr. Cramer, uitgevoerd in onder andere Arnhem
- Willem Bardes, toneelmuziek (1858)
- een menuet voor Louise Westerman-Heinze (vrouw van dirigent Gustaaf Adolf Heinze)
- Sterbeklänge (1858)

- Biografisch Portaal: 19284839
- Gemeinsame Normdatei: 131522752
- International Standard Name Identifier: 0000 0000 5394 7661
- Library of Congress Control Number: no2004059408
- Nederlandse Thesaurus van Auteursnamen: 169014606
- Virtual International Authority File: 74986927
- WorldCat: E39PBJmpgyQvfTQw7VgHVBM3wC